# بيدرو دي توليدو إي زونيغا
بيدرو دي توليدو إي زونيغا هو رجل دولة وعسكري وسياسي إسباني، ولد في 13 يوليو 1484 في شلمنقة في إسبانيا، وتوفي في 21 فبراير 1553 في فلورنسا في إيطاليا. انتخب viceroy of Naples ‏.